# Natalya Morozova
Nataliya Igorevna Morozova (em russo:  Наталья Игоревна Морозова; Ecaterimburgo, 28 de janeiro de 1973) é uma ex-jogadora de voleibol da Rússia que competiu pela Equipe Unificada nos Jogos Olímpicos de 1992 e pela seleção russa nas Olimpíadas de 1996 e 2000.
Em 1992, ela fez parte da equipe unificada que conquistou a medalha de prata no torneio olímpico, no qual atuou em três partidas. Morozova esteve na primeira participação da seleção russa em Olimpíadas nos jogos de 1996, participando de oito jogos e finalizando na quarta colocação. Quatro anos depois, ela jogou em oito confrontos e ganhou a medalha de prata com o conjunto russo no campeonato olímpico de 2000.